# Старобельская улица (Санкт-Петербург)
Старобе́льская улица — улица в Приморском районе Санкт-Петербурга, проходящая от набережной Чёрной речки до Белоостровской улицы.
С середины XIX века улица именовалась Фридрихсгамской — по финскому городу Фридрихсгаму (ныне Хамина).
В декабре 1952 года она получила новое название — Старобельская, по городу Старобельску, районному центру Луганской области. 23 января 1943 г. советские войска освободили от фашистских захватчиков первый город Украинской ССР — Старобельск. Старобельск был временной столицей Советской Украины в течение нескольких дней во время Великой Отечественной войны.
- 634 воинов-освободителей, представителей разных народов, отдали свою жизнь в боях за Старобельщину. «Старобельск стал первым освобождённым городом Украины», — так было сказано в сводке Совинформбюро. В честь этого события в декабре 1952 года исполком Ленинградского городского Совета своим решением назвал одну из улиц города Ленинграда Старобельской.

## Здания
- Дом 2 / наб. Чёрной речки, 49 — доходный дом П. И. Поршневой в стиле модерн ( памятник архитектуры (вновь выявленный объект)[1]), построен по проекту архитектора М. А. Цейля в 1906 году.

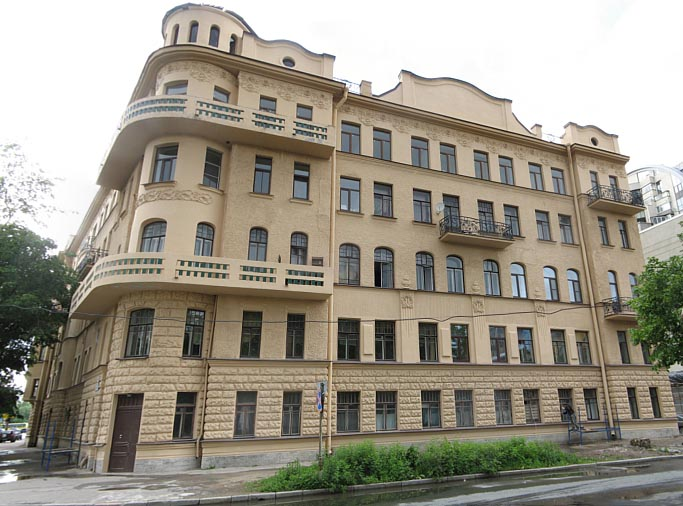
Доходный дом П. И. Поршневой

## Пересечения
- Набережная Чёрной речки
- Лисичанская улица
- Белоостровская улица